# Fifi D'Orsay
Marie-Rose Angelina Yvonne Lussier (Mont-real, Quebec, 1904 – Los Angeles, Califòrnia, 1983), de nom artístic Fifi d'Orsay, va ser una actriu quebequesa de teatre, especialment vodevil i teatre musical, cinema i televisió que va desenvolupar la seva carrera artística als Estats Units.

## Filmografia seleccionada
- They Had to See Paris (1929)
- Women Everywhere (1930)
- Hot for Paris (1930)
- Those Three French Girls (1930)
- On the Level (1930)
- Women of All Nations (1931)
- The Stolen Jools (1931)
- Young as You Feel (1931)
- Mr. Lemon of Orange (1931)
- The Girl from Calgary (1932)
- Going Hollywood (1933)
- They Just Had to Get Married (1933)
- The Life of Jimmy Dolan (1933)
- Wonder Bar (1934)
- Three Legionnaires (1937)
- Submarine Base (1943)
- Nabonga (1944)
- Delinquent Daughters (1944)
- Dixie Jamboree (1945)
- The Gangster (1947)
- Salvatge i encantador (Wild and Wonderful (1964)
- What a Way to Go! (1964)
- The Art of Love (1965)
- Assignment to Kill (1968)